# Cumen
Cumene là tên thay thế của isopropylbenzene, là một hydrocarbon gồm một nhân thơm và một nhóm thế propyl. Nó là thành phần của dầu mỏ và nhiên liệu tinh chế. Cumene là chất dễ cháy, có điểm sôi ở 152 °C. Hầu hết cumene được sản xuất dưới dạng tinh khiết trong công nghiệp và được chuyển hoá thành cumene hydroperoxide, một chất trung gian dùng để sản xuất những hợp chất quan trọng khác, chủ yếu là phenol and acetone.

## Sản xuất
Cumene thương mại được sản xuất bằng phản ứng Phản ứng ankyl hoá Friedel–Crafts giữa benzene và propylen. Xấp xỉ 20% sản lượng cumene toàn cầu được sản xuất từ benzene. Trước kia, hỗn hợp phosphoric acid (SPA) và nhôm được sử dụng làm chất xúc tác. Kể từ giữa những năm 1990, việc sản xuất chuyển qua dùng chất xúc tác zeolite.
Isopropylbenzene là hợp chất bền, nhưng có thể chuyển qua dạng peroxides trong quá trình lưu trữ nếu như được tiếp xúc với không khí. Điều quan trọng là phải kiểm tra có peroxides không trước khi đun nóng hoặc chưng cất. Đây là hoá chất dễ cháy và không hợp với các chất oxi hoá mạnh.